# راجر (بابای آمریکایی!)
راجر اسمیت یک فرازمینی در انیمیشن کمدی بزرگسالان بابای آمریکایی است!، این شخصیت خلق، صداگذاری و طراحی شده توسط ست مک فارلن است. راجر یک بیگانه فضایی خاکستری ۱۶۰۱ ساله است که با خانواده اسمیت زندگی می‌کند، که نمایش اغلب حول آنها می‌چرخد. راجر که از زمان سقوط در رازول، نیومکزیکو در سال ۱۹۴۷ روی زمین زندگی می‌کرد، پس از نجات شخصیت اصلی استن اسمیت در منطقه ۵۱ چهار سال قبل از شروع سریال، با اسمیت‌ها زندگی کرد.
راجر معمولاً حساس و بی دقت است و اغلب از مردم سوء استفاده می‌کند، فریب می‌دهد و آنها را مسخره می‌کند. با گذشت زمان، این شخصیت به‌طور فزاینده ای رفتارهای اجتماعی، بی رحمانه، خودخواهانه، فریبکارانه و فاسد از خود نشان داده‌است. به همین دلیل، راجر رابطه عشق و نفرت با خانواده اسمیت دارد، خانواده ای که علیرغم اینکه بیشترین قربانیان او هستند، به او اهمیت می‌دهند. بیشترین روابط او روابطی با استن است، که راجر را به خاطر کارهای مزاحمش تحقیر می‌کند، علیرغم اینکه جانش را نجات داده‌است. کلاوس، که دشمن راجر است. و استیو، که بهترین دوست راجر و شریک همیشگی او در بیشتر ماجراهای بدشان در سراسر کشور است. در قسمت‌های اولیه نمایش، راجر از خروج از خانه اسمیت منع شد تا بیگانه بودن خود را پنهان کند. این محدودیت خیلی زود کنار گذاشته شد و راجر برای داشتن یک زندگی بیرون از خانه شروع به استفاده از لباس‌های مبدل و شخصیت‌های ساختگی می‌کند.
شخصیت‌های راجر به یک ابزار اصلی داستان تبدیل شده‌اند، با تعداد بی‌شمار دیگری که غالباً موضوع یا تسهیل‌کننده داستان اصلی یا داستان فرعی یک قسمت هستند. این همچنین به تقویت همه‌جنس‌گرایی و طبیعت آندروژنی او کمک می‌کند، که بسته به موقعیت داستان و شخصیتی که او اتخاذ کرده‌است، متفاوت است. جدای از تسریع طرح اصلی یا فرعی با شخصیت‌های مختلفش، و علی‌رغم منافع شخصی‌اش که به‌طور فزاینده‌ای آشکار می‌شود، او اغلب با تأیید طنز یا نادیده گرفتن صراحت نظرات شخصیت‌های اصلی سریال، در خدمت مشاوره است.
هنگامی صدا گذاری راجر، مک فارلن یک صدای فش فش لهجه در نظر گرفته شده شبیه به پل لیند (که عمو آرتور در بازی افسون شده) استفاده می‌کند. در سال ۲۰۱۴، راجر در اولین مسابقه سبک جنون مارس که توسط شبکه لوگو برگزار شد، به عنوان «شادترین شخصیت کارتونی تمام دوران» انتخاب شد.

## شخصیت
راجر عاشق نوشیدن شراب است. او در حال حاضر مجرد است و همچنین همه‌جنس‌گرای است. جریحه دار شدن احساسات او معمولاً باعث ایجاد روحیه‌ها و نقشه‌های او می‌شود. راجر به‌طور معمول خلق و خوی سبک دل و بی خیالی از خود نشان می‌دهد و در عین حال درگیر درشتی‌های عجیب و غریب، کینه‌توزی ظالمانه و جنجال‌های شرورانه خود می‌شود. راجر زمخت و گستاخ، هیچ ابایی از گفتن و انجام تصادفی هر چیزی که در ذهنش است ندارد، نسبت به کسی که ممکن است در نتیجه اعمالش آسیب ببیند، همدردی چندانی ندارد، و مرتباً دیگران را برای رسیدن به اهداف مورد نظر خود گمراه می‌کند و به آنها رو دست می‌زند. او درگیر طرح‌های پیچیده‌ای برای نتایج نسبتاً جزئی می‌شود، مانند ازدواج با زنی که نمی‌تواند او را تحمل کند فقط برای اینکه یک مخلوط کن جدید به عنوان هدیه عروسی بگیرد، یا انتخاب استن به عنوان شهردار لنگلی فالز برای ساخت قطار تندرو، برای متقاعد کردن اربن اوتفیترز. برای ساخت فروشگاه در شهر با این حال، با توجه به اپیزود " فرانی ۹۱۱ "، راجر به انتخاب خودش این اخلاق را ندارد. نوع بیگانه او باید همه چیزهای ناخوشایند را رها کند، زیرا اگر این کار را نکنند، به سم تبدیل می‌شود و آنها را می‌کشد. او بهترین دوست استیو اسمیت است و چندین داستان فرعی حول محور آنها می‌چرخد که مهمترین آنها قسمت‌های ویلز و لگمن است. راجر و استیو رابطه عشق و نفرت دارند، که در آن دائماً به یکدیگر دعوا می‌کنند و به یکدیگر توهین می‌کنند، اما چندین بار نسبت به یکدیگر ابراز محبت کرده‌اند.

### تاریخچه
همچنین با توجه به "فرانی ۹۱۱"، راجر برای بیش از ۶۰ سال روی زمین بوده‌است، با ورود به سال ۱۹۴۷ در نتیجه فریب خوردن، به این باور رسید که او «تصمیم‌گیرنده» است که سرنوشت بشر در دستان اوست. درحالی که او نقش یک آدمک تست تصادف را ایفا می‌کرد. راجر پیش از این، پس از سقوط سفینه فضایی عمه‌اش، با خانواده‌ای از تله‌گذاران خز پیشگام زندگی می‌کرد که در سفر در مسیر اورگان در قسمت «مسیر اورگن» جان باختند. همچنین این احتمال وجود دارد که او یا یکی دیگر از اعضای نژادش در اوایل دوران باستان به زمین آمده باشد، زیرا در اولین قسمت از فصل سیزدهم، حکاکی روی سنگ نشان داده می‌دهد که ظاهری بیگانه مانند راجر را نشان دارد که در بالای هرم چمباتمه زده و دو مصری احتمالاً در حال ستایش هستند. او و شخصیت‌های هیروگلیف اطراف آنها. با این حال، در اپیزود «برهنه تا حد، یک بار دیگر»، شواهدی وجود دارد که راجر به انتحاب خودش روی زمین مانده‌است، این اپیزود نشان می‌دهد که او به سادگی می‌تواند از سفینه فضایی مردمش بخواهد تا در صورت تمایل او را به سیاره تولدش بازگرداند.
جزئیات مربوط به خانواده واقعی راجر و زندگی قبل از زمین هنوز در سریال نشان داده نشده‌است. اگرچه در قسمت " گمشده در فضا "، یک کلیپ کوتاه نشان داد که قبل از زندگی راجر روی زمین، او درگیر یک رابطه عاشقانه همجنسگرا با یکی دیگر از اعضای نژاد بیگانه خود، Zing بوده‌است. با این حال، راجر به زینگ آشکارا با مردی که در جلوی او قرار داشت خیانت کرد و از او جدا شد. همچنین در قسمت "I Am the Walrus" فاش شد که راجر پدرش را وقتی ۱۵ سال داشت خورد. راجر در اپیزود "مسیر اورگن" فاش کرد که یک بار قبلاً در دهه ۱۸۰۰ پس از فرود تصادف با عمه خود کارولین از زمین بازدید کرده بود و او بر اثر برخورد جان باخت.
راجر از زمانی که جان استن را در منطقه ۵۱ نجات داد با خانواده اسمیت در ارتباط است(۴ سال قبل از شروع سریال). استن که احساس می‌کرد به همین دلیل یک بدهی مادام العمر به راجر دارد، او را از اسارت دولت نجات داد و به او اجازه داد در خانه اش زندگی کند. استن این اجازه را در سرپیچی از کارفرمایش، سیا، داده‌است. راجر اکنون مخفیانه در خانه اسمیت زندگی می‌کند. راجر از اتاق زیر شیروانی اسمیت به عنوان مخفیگاه/اتاق/بار خود استفاده می‌کند.

### لباس‌های مبدل راجر/ خود دیگر
پس از اینکه استن راجر را برای نجات جانش به خانه اش آورد، احساس کرد که اگر بقیبه بفهمند که راجر یک بیگانه است و با آنها زندگی می‌کند، او و بقیه اعضای خانواده اش را به خطر می‌اندازد. در نتیجه، استن او را از خروج از خانه در زمان شروع سریال منع کرد، حتی در لباس مبدل. راجر که در دو فصل اول در خانه محصور بود، بدبخت بود و زندگی بدی داشت. با این حال، راجر می‌تواند به طرز ماهرانه‌ای از لباس‌های مبدل برای حضور در دنیای بیرون استفاده کند، که در چند فصل اول به ابزار اصلی داستان تبدیل شده‌است. علاوه بر این، او تعداد بی‌شماری از خود دیگر خودش به وجود آورد تا با آنها همراه شود.
با این حال، راجر از این عمل سوء استفاده کرده‌است، زندگی‌های بسیاری را به دست آورده و به طرز فجیعی بسیاری را فریب داده‌است. در واقع، برخی از شخصیت‌های راجر در زندان هستند، در حالی که برخی دیگر به‌طور گسترده مورد تحقیر قرار می‌گیرند، و برخی دیگر به‌طور غیرقابل توضیحی دارای خانواده‌های انسانی کامل هستند و حتی ازدواج کرده‌اند. تعدادی از شخصیت‌های او به نوعی دارای فرزند هستند در حالی که برخی دیگر فارغ‌التحصیل دانشگاه هاوارد هستند. راجر همچنین از چندین مورد از این شخصیت‌ها برای عمل مجرمانه استفاده می‌کند، زیرا چندین نفر از شخصیت‌های دیگر او در دزدی، تجاوز جنسی، فساد پلیس، سرقت هویت، قاچاق مواد مخدر، کودک‌آزاری و حتی یکی از افراد حتی اعتراف کرد که تحت تعقیب قرار گرفته‌است «به خاطر یک سری قتل‌های فاحشه".
با پیشرفت سریال، شخصیت‌های راجر به‌طور غیرقابل توضیحی زندگی خود را توسعه دادند که حتی خود راجر نیز می‌تواند از آن بی‌خبر باشد و کنترل او در بهترین حالت ضعیف نشان داده شده‌است. در قسمت «نجواگر اسب» او چند ثانیه قبل از ورود به اتاق (برای دیدن یک پزشک اسب) متوجه می‌شود که او همان کسی است که داخل آن است. در قسمتی دیگر، هم او و هم استن از اینکه شخصیت معرفی شده توسط راجر یکی از شخصیت‌های او نبود، ابراز تعجب کردند.
راجر علیرغم پوشش‌های متعدد اش که شامل تنها مجموعه ای متفاوت از لباس‌ها و موها بود، بدون هیچ تلاشی برای پنهان کردن پوست خاکستری، چهره و ویژگی‌های بدن غیرانسانی خود (به استثنای برخی موارد استثنایی مانند وزن اضافی بدن، موهای صورت، یا چین و چروک)، توانسته‌است تقریباً هر فردی که با او در تعامل است فریب دهد بدون اینکه هرگز به عنوان یک بیگانه شناخته شود. نه حتی توسط همکاران استن از سازمان سیا، که به گفته او، "یک طبقه کامل از سازمان " به دنبال راجر هستند. خانواده اسمیت تنها استثناست. با این حال، برای هر یک از اعضای خانواده، یک آلتر من وجود دارد که نمی‌توانند آن را به عنوان راجر تشخیص دهند. علاوه بر این، راجر چندین بار در طول سریال به بیمارستان فرستاده شده‌است و پرسنل پزشکی به دلایلی هرگز متوجه نشده‌اند که او یک انسان نیست.

## اقتباس سینمایی
در کامیک-کان ۲۰۱۳ در ۲۰ جولای، مایک بارکر فاش کرد که یک فیلم از مجموعه پدر آمریکایی! با محوریت راجر و داستان او در سیاره تولد اش ممکن است در آینده ساخته شود. بارکر هیچ جزئیات خاصی را اعلام نکرد زیرا مربوط به ماهیت و نوع فیلمی است که او و بقیه سازندگان سریال برای این سریال در نظر داشتند. با این حال، او قویاً پیشنهاد کرد که یک فیلم جایی است که کارکنان و سازندگان سریال دوست دارند همه چیز را در آن جا ببرند. بارکر در ادامه اشاره کرد که فیلم بابای آمریکایی! ممکن است قبلاً در حال ساخت و تا حدی نوشته شده باشد. پس از خروج بارکر از سریال در نوامبر ۲۰۱۳، اطلاعات بیشتری دربارهٔ این فیلم منتشر نشد.